# Marcin Białobłocki
Marcin Białobłocki (Sokółka, 2 settembre 1983) è un ex ciclista su strada polacco, professionista dal 2015 al 2017.

## Palmarès
- 2011 (Motorpoint)

6ª tappa An Post Rás (Blarney > Tramore)
Jock Wadley Memorial
- 2012 (Node 4-Giordana Racing)

1ª tappa An Post Rás (Dunboyne > Kilkenny)
- 2013 (UK Youth)

Classifica generale An Post Rás
- 2014 (Giordana Racing)

5ª tappa An Post Rás (Cahirciveen > Clonakilty)
- 2015 (ONE, due vittorie)

Campionati polacchi, Prova a cronometro
7ª tappa Tour de Pologne (Cracovia, cronometro)

### Altri successi
- 2017 (Cannondale)

1ª tappa, 2ª semitappa Settimana Internazionale di Coppi e Bartali (Gatteo a Mare > Gatteo)

## Piazzamenti

### Grandi giri
- Giro d'Italia

2017: 159º

### Competizioni mondiali
- Campionati del mondo

Richmond 2015 - Cronometro Elite: 9º
Doha 2016 - Cronometro Elite: 14º
Bergen 2017 - Cronosquadre: 8º

### Competizioni europee
- Campionati europei

Plumelec 2016 - Cronometro Elite: 9º
Plumelec 2016 - In linea Elite: non partito
Herning 2017 - Cronometro Elite: 12º
Herning 2017 - In linea Elite: ritirato
Glasgow 2018 - Cronometro Elite: 15º
Alkmaar 2019 - Cronometro Elite: 11º